# Shotaro Dei
Shotaro Dei (født 8. august 1986) er en tidligere japansk fodboldspiller.
Han har spillet for flere forskellige klubber i sin karriere, herunder Fagiano Okayama.